# Raimondo II di Baux
Raimondo di Baux o Raimondo del Balzo, in latino Raymundus de Baucio (1264 – 1321) è stato il 10º signore di Baux e 2º conte di Avellino.

## Biografia
Era figlio di Bertrando II di Baux che aveva ottenuto da Carlo I d'Angiò il titolo di 1º conte di Avellino, Giustiziere degli Abruzzi, Capitano generale della guerra e vicario del re a Roma; sua madre era la prima moglie di Bertrando, Filippina di Poitiers.
Giovanissimo partecipò alla guerra voluta da Carlo I contro i Bizantini, ma nella battaglia di Beràt, in Albania, fu fatto prigioniero (aprile 1281).
Raimondo divenne grande siniscalco di Provenza nel 1283, dopo avere ereditato dal fratello Bertrando II il titolo di conte di Avellino.
Nel frattempo partecipava attivamente alla Guerra del Vespro, per la riconquista della Sicilia passata agli Aragonesi. Ma il 23 giugno del 1287, in occasione della battaglia nella baia di Napoli, fu sconfitto dall'ammiraglio siciliano Ruggero di Lauria, perdette la nave, catturata insieme con una quarantina d'altre, e fu egli stesso fatto prigioniero e inviato a Messina e poi a Ischia; venne liberato nel 1290 in cambio di un consistente riscatto.
Passò quindi al servizio del nuovo re di Napoli, Carlo II d'Angiò, da cui venne nominato, nel 1294, capitano generale della guerra, una delle più alte cariche militari del Regno. Il 15 aprile 1295 entrò a far parte del Consiglio che il re aveva costituito per assistere il figlio Carlo Martello nei compiti di vicario generale del Regno. Prese parte alle operazioni militari contro gli Aragonesi che ripresero nel 1296 e, in particolare, alla campagna di Sicilia del 1299, che si concluse con la vittoria navale angioina di Capo d'Orlando ottenuta nel mese di luglio, agli ordini del figlio ed erede di Carlo II, il principe Roberto.
Dopo la pace di Caltabellotta (1302), il conte di Avellino si dedicò all'amministrazione del suo patrimonio in Provenza e in Italia, che era in uno stato disastroso: risiedette spesso in Provenza.
Nel frattempo il re Carlo II, liberatosi degli affari della Sicilia, aveva restaurato il dominio angioino nei possessi piemontesi di Carlo I e li aveva eretti in contea di Piemonte, che alla morte improvvisa del figlio Raimondo Berengario (fine ottobre 1305) e con la sottomissione del Monferrato (1306), affidò a Raimondo Del Balzo, nuovo siniscalco (maggio 1308). Nel 1315, il figlio e successore di Carlo II, Roberto, si ricordò delle doti di amministratore di Raimondo e lo nominò siniscalco di Provenza.
Nel 1320 Raimondo lasciò la Provenza per la Calabria, dove la lotta tra Napoletani e Siciliani si era riaccesa.
Il 21 marzo 1321 redasse il testamento e morì poco dopo combattendo nella battaglia di Grusana: si trovava accampato con 500 cavalieri provenzali in Calabria, e dopo essersi molto divertito durante la giornata, un distaccamento del re d'Aragona sorprese la sua armata a notte inoltrata. Nel tumulto della battaglia che ne seguì, Raimondo venne ucciso dai suoi stessi soldati che non l'avevano riconosciuto.

## Matrimoni e figli
Si sposò prima volta con Giovanna di Nangis, figlia del connestabile del Regno di Sicilia, Jean Britaud, fedele servitore del re di Napoli.  Alla morte della prima moglie, Giovanna, Raimondo si risposò con una cugina, Stefanella di Baux-Purycard, appartenente ad un ramo della famiglia residente in Provenza.
Figli del secondo matrimonio:
*Ugone IV di Baux (1322-1351), terzo conte di Avellino e il suo successore.
*Sibilla di Baux morta nel 1361 e casata con Giacomo di Savoia-Acaia (1316-67)

## Nella cultura
Nell'album Cogli la prima mela del cantautore italiano Angelo Branduardi è presente la traccia Il signore di Baux, chiaro riferimento a Raimondo di Baux.